# Danilo Fatur
Danilo Fatur (1963) è uno showman e cantante italiano.
Divenuto celebre con l'appellativo di "artista del popolo" all'interno dei CCCP - Fedeli alla linea, a partire dagli anni novanta ha intrapreso una carriera solista che l'ha portato a pubblicare cinque album in studio. Dal 2019 è attivo con il gruppo musicale Zona Utopica Garantita.

## Biografia
Nato nel 1963, dopo aver frequentato un collegio, nel 1984, mentre svolgeva l'attività di barista e ballerino con il nome di Josè Lopez Macho Frasquelo al centro sociale occupatoTuwat di Carpi, venne notato da Giovanni Lindo Ferretti, Massimo Zamboni e Umberto Negri, allora componenti del gruppo CCCP - Fedeli alla linea, i quali ne furono subito conquistati per la sua capacità di esprimersi fisicamente.
Assoldato nel gruppo in qualità di "Artista del Popolo", svolgeva il ruolo di ballerino trasformista nei concerti dal vivo del gruppo. Infatti diventa assieme ad Annarella Giudici il volto scenografico dei CCCP Fedeli alla Linea, incarnando la faccia più delirante e demenziale della band, dimenandosi instancabilmente sul palco e portandosi dietro un improbabile armamentario di oggetti e strambe sculture create con oggetti recuperati dai rottamai vicino a casa sua. Raramente ha cantato canzoni col gruppo, ad eccezione di Vota Fatur e Baby Blue (senza contare quelle dello spettacolo teatrale Allerghìa). Questo era in netta contrapposizione ai membri suonatori del gruppo, i quali mantenevano un certo distacco dal pubblico.
Nel 1993 Danilo Fatur, chiusa l'esperienza CCCP, forma una sua band, i Fatur & Fax. Il debutto arriva nel 1993 con l'omonimo disco distribuito dall'etichetta Sotterranei Italiani, accompagnato da Cristiano Maramotti alla chitarra  (che poi finirà nella band di Piero Pelù), Marco Bortesi al basso (già in tour con i CCCP nel 1989-1990) e Max Pieri alla batteria (ex Raw Power) che scrivono per l’artista del popolo un rumoroso tappeto di rock alternativo e sfuriate crossover a cui seguiranno poi una serie di concerti in giro per l'Italia. Dall'album venne estratto il singolo Mamma Fiat.
Nel 1996, durante uno degli ultimi concerti con i Fax, Fatur incontra Enrico "Era" Degli Esposti, ex componente degli Incontrollabili Serpenti, e i due decidono di imbastire un nuovo progetto di "elettro dance punk cosmica". Del progetto fa parte anche Cristina Luppi, anch'ella proveniente dall'esperienza con gli Incontrollabili Serpenti. Nel 1997 viene così pubblicato l'album L'amour per l'etichetta OlgaDischiVolanti, il primo lavoro di questo progetto di proprietà di Era e Cristina, contenente uno dei brani manifesto della produzione di Fatur, Cosmik Punk.
Nel 1998 partecipa come ospite nel disco Potevate anche ynvitarci dei Pay cantando in Autoscatto dell'ammore
Nel 2000 il progetto continua, esce Faturismo, sempre per la Olga, un lavoro che mischia l'elettronica con il rock elettroacustico, e che affronta temi che spaziano tra futurismo, macchine, donne, viaggi nella società. Dall'album viene tratto il singolo Trabant Punk che verrà pubblicato anche nella compilation di Radio Lupo Solitario.
Tra il 1997 e i primi anni duemila, Fatur con i Fratelli Lugli, già musicisti ne L'amour e Faturismo, porterà in giro il Tourmix di questi due album che lo vedrà protagonista nei panni di "cantante performer".
Dal 2009, dopo una lunga pausa esce il nuovo singolo Autovelox e nel frattempo Fatur viene chiamato a interpretare e ricordare se stesso come "Artista del Popolo" nei concerti del gruppo Socialismo e Barbarie, cover band dei CCCP - Fedeli alla linea. Dal 2008 al 2009 ha collaborato attivamente con gli Stenka Razin, gruppo New-Wave-Elettro-Pop della provincia di Modena.
Dopo un'altra lunga pausa e qualche ritardo tecnico, nel 2012 esce il nuovo lavoro di Danilo Fatur, Cesso·2012, firmato Fatur & O.D.V. Il 29 agosto 2012 Fatur prende parte a un concerto alla Festa Nazionale del PD di Reggio Emilia unitamente a Massimo Zamboni, Nada, Angela Baraldi, Cisco e Giorgio Canali per celebrare i 30 anni dalla fondazione del gruppo CCCP - Fedeli alla linea. Documento dell'esperienza dal vivo l'album pubblicato in CD+DVD 30 anni di ortodossia - Reggio Emilia 29 agosto 2012 da Calamari Union, UPR Records, Iperspazio. Il DVD contiene il film documentario 30 anni di ortodossia diretto da Paolo Bonfanti e Massimo Corsini. Dal 24 novembre il progetto si concretizza in un tour di 7 concerti unici con sul palco Massimo Zamboni, Fatur, Giorgio Canali e Angela Baraldi.
Nel 2015 prende parte al documentario, diretto da Federico Spinetti, Il nemico - Un breviario partigiano che racconta la storia di una reunion dei CSI voluta dal chitarrista e co-fondatore Massimo Zamboni, con Giorgio Canali, Gianni Maroccolo, Francesco Magnelli e la cantante Angela Baraldi
Dal novembre 2017 Fatur riprende il ruolo di Artista del Popolo nel tour I Soviet + l'elettricità, cento anni di Rivoluzione Russa, "comizio musicale" di e con Massimo Zamboni che celebra i cento anni della Rivoluzione Russa e nel quale Fatur affianca sul palco, oltre allo stesso Zamboni, anche Angela Baraldi e Max Collini. I fondi per il tour sono stati raccolti attraverso la piattaforma di crowdfunding Musicraiser, che ha permesso di racimolare 14.442 euro.
Grazie a questi tour Fatur conosce Cristiano Roversi (produttore, tastierista, programmatore, basso e chapman stick) ed Erik Montanari (chitarra) che gli propongono di realizzare un nuovo lavoro in studio.
Così, dopo ben cinque anni, nel 2017 esce il nuovo album Strafatur che segna un ritorno al rock e alle sonorità più dure senza però abbandonare l'elettronica. La produzione del disco è stata curata anche da Massimo Zamboni. Il disco si muove così tra ritmi ballabili e chitarre hard rock mentenendo però il classico marchio di fabbrica di Danilo Fatur.
Dal 2019 si unisce al progetto musicale Z.U.G. Zona Utopica Garantita, gruppo musicale composto da Francesco "Frasco" Buffolino e Giuliano "Jules" Billi, unitamente a Michele "Misha" Caramelli, e, sempre nello stesso anno, esce il loro primo EP Musik de la Fabrik, disponibile nel solo formato download digitale. Nell'aprile 2020 esce il loro primo album in studio, Sexy Garage, prodotto in formato musicassetta e download digitale, e nel 2021 l'EP ZUG! ZUG! ZUG!, distribuito in 12" e download digitale.
Il 27 ottobre 2022 esce il libro autobiografico Io, Fatur. La vodka bona più non c'è, pubblicato dalla casa editrice di Monterotondo Fuorilinea nella collana Segnavanto, con prefazione di Massimo Zamboni, in cui Danilo Fatur racconta la propria vita.

## Discografia

### Discografia solista

#### Album in studio
- 1993 - Fatur & Fax (come Fatur & Fax)
- 1997 - L'amour
- 2000 - Faturismo
- 2012 - Cesso·2012 (come Fatur & O.D.V.)
- 2017 - Strafatur

#### Album dal vivo
- 2012 - 30 anni di ortodossia - Reggio Emilia 29 agosto 2012 (con Massimo Zamboni, Nada, Angela Baraldi, Cisco e Giorgio Canali)

#### Singoli
- 1993 - Mamma Fiat
- 2000 - Trabant Punk
- 2009 - Autovelox
- 2012 - Trabant Punk (remix)
- 2013 - Autovelox Was Remix
- 2013 - Lui e Lei il Remix per la vostra Estate feat. Bobby Shit
- 2024 - Lardum et karsenta per l'Aspro Sentier
- 2024 - Electrovagyna feat.Data Love

#### Collaborazioni
- 1998 - Pay Potevate anche ynvitarci
- 2002 - Pay The Very Best of the Rarities of the Origins of the Band
- 2022 - P38 Punk Il mondo nuovo

### Discografia con i CCCP - Fedeli alla linea

#### Album in studio
- 1986 - 1964-1985 Affinità-divergenze fra il compagno Togliatti e noi - Del conseguimento della maggiore età
- 1987 - Socialismo e barbarie
- 1989 - Canzoni preghiere danze del II millennio - Sezione Europa
- 1990 - Epica Etica Etnica Pathos

#### Album dal vivo
- 1996 - Live in Punkow

#### Raccolte
- 1988 - Compagni, cittadini, fratelli, partigiani/Ortodossia II
- 1992 - Ecco i miei gioielli
- 1994 - Enjoy CCCP
- 2011 - The EMI Album Collection
- 2012 - Essential
- 2014 - Stati di agitazione - 30 anni di CCCP
- 2023 – Felicitazioni!

### Discografia con gli Zona Utopica Garantita

#### Album in studio
- 2020 - Sexy Garage
- 2022 - ...che stress, Punkettone!

#### Raccolte
- 2023 - Un mondo di pochi metri

#### EP
- 2019 - Musik de la Fabrik
- 2021 - ZUG! ZUG! ZUG!
- 2021 - Ich Liebe...
- 2022 - Unter Null
- 2023 - Non Stop

## Videografia

### Videoclip
- 2009 - Autovelox
- 2010 - Aceleraciòn vrs of Autovelox
- 2012 - Cesso Trailer
- 2012 - Fuori dal Giro
- 2012 - Lui e Lei
- 2012 - Trabant Punk (remixed)
- 2013 - Specchio
- 2013 - Lui e Lei il Remix per la vostra Estate

## Filmografia
- Tempi moderni (nuovi forti interessanti), regia di Luca Gasparini - documentario (1989)
- 30 anni di ortodossia, regia di Paolo Bonfanti e Massimo Corsin - documentario (2014)
- Il nemico – Un breviario partigiano, regia di Federico Spinetti - documentario (2015)
- Kissing Gorbaciov, regia di Andrea Mariani e Luigi D'Alife (2023)

## Libri
- Io, Fatur. La vodka bona più non c'è, collana Segnavento, Massimo Zamboni (prefazione), Monterotondo, Fuorilinea, 2022, ISBN 97-8-88-96-55197-4. (2022)